# DN6
DN 6 este un drum național din România, care leagă capitala României, București de municipiul Timișoara și de granița cu Ungaria, terminându-se la Cenad. DN6 trece prin Alexandria, Roșiorii de Vede, Caracal, Craiova, Filiași, Caransebeș și Lugoj. 
În total, DN6 tranzitează 8 județe: Ilfov, Giurgiu, Teleorman, Olt, Dolj, Mehedinți, Caraș-Severin și Timiș.
Lungimea totală a DN6 este de 639 km.
DN6 este unul dintre cele 7 drumuri naționale care pornesc din București către principalele zone ale României.
DN6A o ramificație a drumului DN6, este un segment de drum cu o lungime de 970 m (făcând parte din drumul european E 771), care face legătura între DN6 și Serbia() pe coronamentul barajului de la Porțile de Fier I.
Se planifică o autostradă numită A6/DEx2 (Autostrada Sudului), care atunci când va fi finalizată, va reduce traficul de pe DN6, dar va fi și în mare parte paralel cu DN6. 